# Bò Canadienne
Bò Canadienne, còn được gọi là Bò Black Canadienne, French Canadienne và Black Jersey, là giống bò sữa duy nhất được phát triển ở Canada. Chúng có nguồn gốc từ thế kỷ 16, khi những người định cư Pháp mang bò đến để làm nền tảng để định cư Canada. Canadienne là giống phổ biến nhất của bò nhà ở Canada cho đến cuối thế kỷ 19, khi các giống khác bắt đầu thay thế chúng. Ngày nay, bò Hereford và bò Holstein đã trở thành loại bò phổ biến nhất ở Canada. Bò Canadienne, mặc dù vẫn được tìm thấy trên các trang trại và trang trại trên toàn quốc, hiện nay là tương đối hiếm, ngoại trừ ở một số khu vực của tỉnh Quebec. Nỗ lực của một xã hội sinh sản tích cực và chính quyền Quebec đã được thực hiện trong những năm gần đây để bảo tồn giống này khỏi sự tuyệt chủng.

## Sử dụng
Lợi ích chính của bò Canadienne là để sản xuất sữa. Chúng là những nhà sản xuất sữa hiệu quả; sữa của bò giống này chứa hàm lượng cao chất béo và protein, làm cho sữa này trở thành một lựa chọn tuyệt vời cho sản xuất phô mai. Chúng cũng được nuôi để sản xuất thịt; thịt được sản xuất bởi những con bò giống này có xu hướng toàn là thịt nạc.
Tính cứng rắn và yên tĩnh của chúng khiến chúng trở thành một loài vật phù hợp để sử dụng cho nông nghiệp.